# Henckelia soldanella
Henckelia soldanella är en tvåhjärtbladig växtart som först beskrevs av Ridley, och fick sitt nu gällande namn av A. Weber. Henckelia soldanella ingår i släktet Henckelia och familjen Gesneriaceae. Inga underarter finns listade i Catalogue of Life.